# Norbert Font i Sagué
Norbert Font i Sagué (Barcelona, 17 de setembre de 1873 - 19 d'abril de 1910) fou un geòleg, espeleòleg, naturalista, geògraf, sacerdot i escriptor, que introduí l'espeleologia a Catalunya.

## Biografia
Norbert Font i Sagué va néixer al carrer Jaume Giralt de Barcelona, fill de Paladio Font i Prat, natural d'Ordis, i de Maria de Gràcia Sagué i Puig, natural de Maià de Montcal. Fou ordenat sacerdot l'any 1900. El 1904 va exercir la càtedra de geologia dels Estudis Universitaris Catalans i va publicar un curs de geologia dinàmica aplicat a Catalunya, Curs de geología dinàmica y estratigràfica aplicada a Catalunya [sic], prologat per l'enginyer de mines Lluís Marià Vidal,"segurament el primer text extens en llengua catalana dedicat a les ciències de la Terra". Amb el patrocini del Centre Excursionista de Catalunya va realitzar una enquesta que li va permetre elaborar el Catàleg espeleològic de Catalunya. Per iniciativa de Norbert Font i Sagué, es va col·locar el gran mamut de pedra que al parc de la Ciutadella de Barcelona, al desembre de 1907. En aquella època es va potenciar la Junta de Ciències Naturals i es volien reproduir en pedra totes les grans espècies desaparegudes. El mamut va ser construït segons una maqueta de l'escultor Miquel Dalmau.
Tal com indicà el geòleg català Salvador Reguant a la "Semblança" que en féu a la revista Terminàlia de l'IEC, a més de reconèixer-ne la vàlua com a científic, "també cal afegir-hi el fet important de ser el primer geòleg que ha fet servir el català com a llengua científica, traduint, creant i adaptant els termes usats en les ciències de la Terra, fonamentalment existents en la literatura francesa, anglesa i alemanya del seu temps."
Com a escriptor, va obtenir premis als Jocs Florals de Barcelona, el 1894 amb Les creus de pedra a Catalunya i el 1897 amb Determinació de les comarques naturals i històriques de Catalunya. L'any 1897 va presentar el Catàleg espeleològic de Catalunya, projecte que va culminar el 1904, quan ja era catedràtic de Geologia als Estudis Universitaris Catalans. També va publicar el 1900 l'obra Breu compendi de la historia de la literatura catalana.
En la seva memòria, la Federació Catalana d'Espeleologia atorga cada any el premi Norbert Font i Sagué als millors treballs espeleològics realitzats a Catalunya i a Espanya.